# 小行星1126
小行星1126（1126 Otero）是一颗围绕太阳公转的小行星。1929年1月11日，卡爾·威廉·萊茵姆特在海德堡发现了此天体。
該小行星以西班牙女演員拉貝爾·奧特羅命名。
这颗小行星的绝对星等为11.8等。